# Nagroda Filmfare
Nagroda Filmfare – najstarsza i najbardziej szanowana nagroda filmowa dla filmów w języku hindi w Indiach. Nagrody zaczęło przyznawać rokrocznie w 1953 roku czasopismo „Filmfare Magazine”.
Nagroda jest dla Indii odpowiednikiem amerykańskiego Oscara. W latach 2004–2008 przyznawana była nagroda specjalna, Filmfare Power, którą honorowano tych, których uznano za najpotężniejsze osobowości w kinie Bollywood.

## Lista nagrodzonych
| Rok  | Osobistość                       |
| ---- | -------------------------------- |
| 2004 | Amitabh Bachchan, Shah Rukh Khan |
| 2005 | Shah Rukh Khan                   |
| 2006 | Yash Chopra, Aditya Chopra       |
| 2007 | Yash Chopra, Aditya Chopra       |
| 2008 | Yash Chopra, Aditya Chopra       |